# Jesús Trindade
Jesús Ernesto Trindade Flores, noto semplicemente come Jesús Trindade (Salto, 10 luglio 1993), è un calciatore uruguaiano, centrocampista del Barcelona SC.

## Caratteristiche tecniche
È una esterno sinistro.

## Carriera
Cresciuto nel settore giovanile del Racing Montevideo, ha esordito in prima squadra il 24 novembre 2012 disputando l'incontro del campionato uruguaiano perso 2-0 contro il Nacional.
Il 29 dicembre 2021 si trasferisce a titolo definitivo al Pachuca.